# Cầu Langkawi Sky
Langkawi Sky là một cầu dây văng dành cho người đi bộ dài 125 mét (410 ft) ở Malaysia. Cầu rộng 1,8 mét (phần ở giữa có một lối đi rộng hơn), nằm ở độ cao 660 mét (2.170 ft) so với mực nước biển trên đỉnh Gunung Mat Chinchang ở Pulau Langkawi, một hòn đảo thuộc quần đảo Langkawi, bang Kedah.
Cầu hoàn thành năm 2005 và bị đóng cửa để bảo dưỡng, nâng cấp vào tháng 7 năm 2012. Việc mở cửa trở lại đã bị hoãn lại nhiều lần, mãi đến tháng 2 năm 2015 nó mới được mở cửa trở lại.
Vật liệu xây cầu được vận chuyển bằng trực thăng lên đỉnh núi và phải mất nhiều năm để lắp ráp hoàn chỉnh hệ thống cầu. Cầu Langkawi Sky được bình chọn là một trong những chiếc cầu treo kỳ dị nhất thế giới.

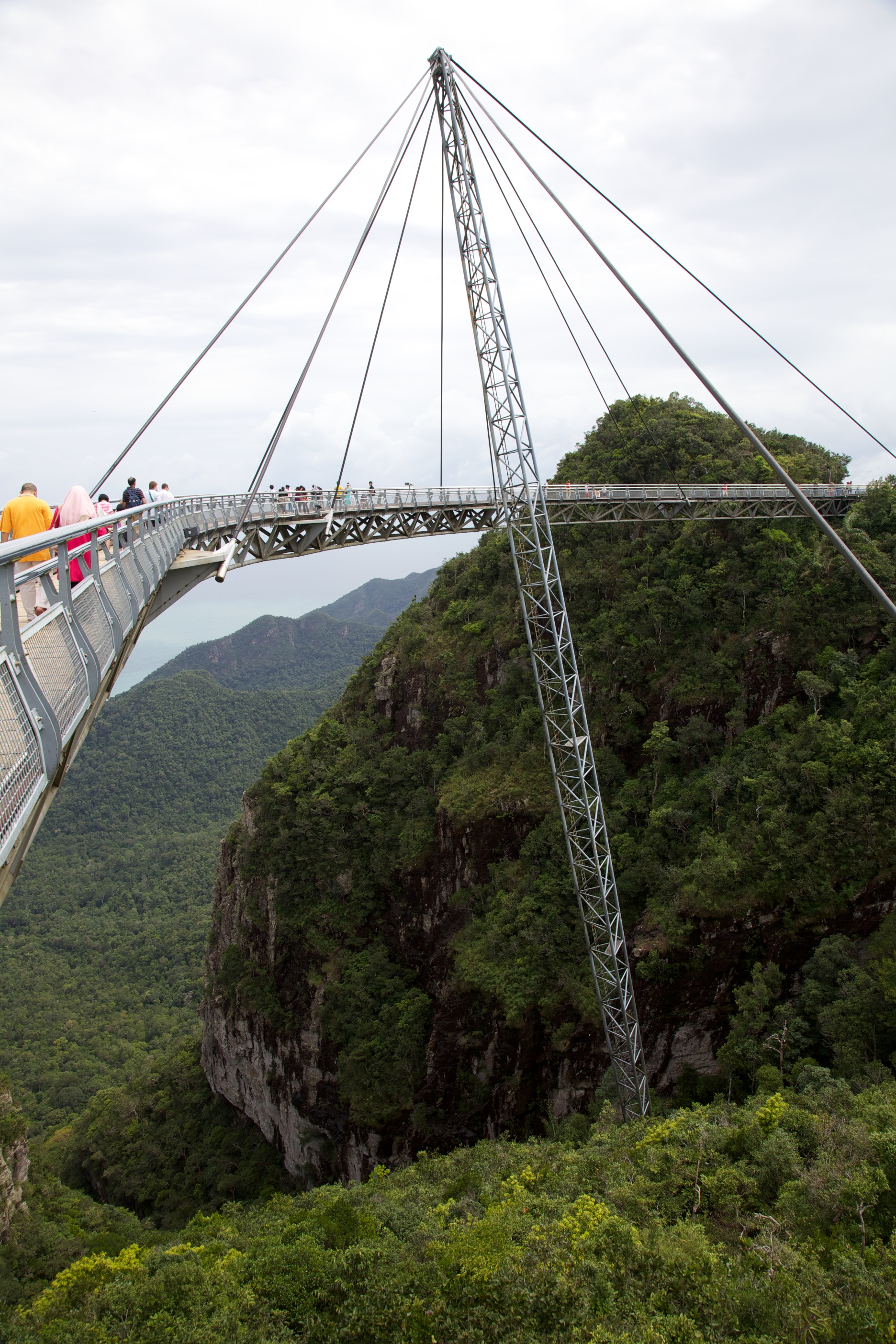
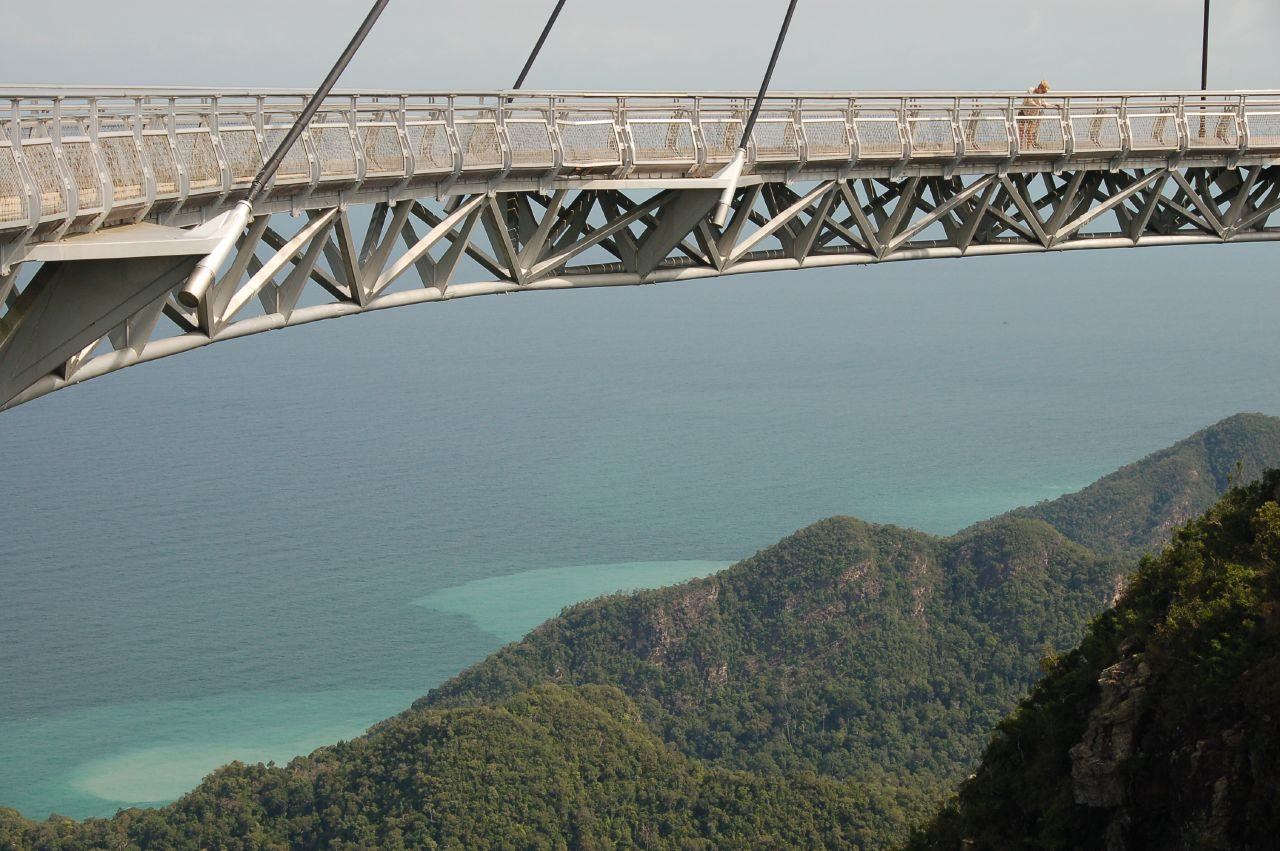
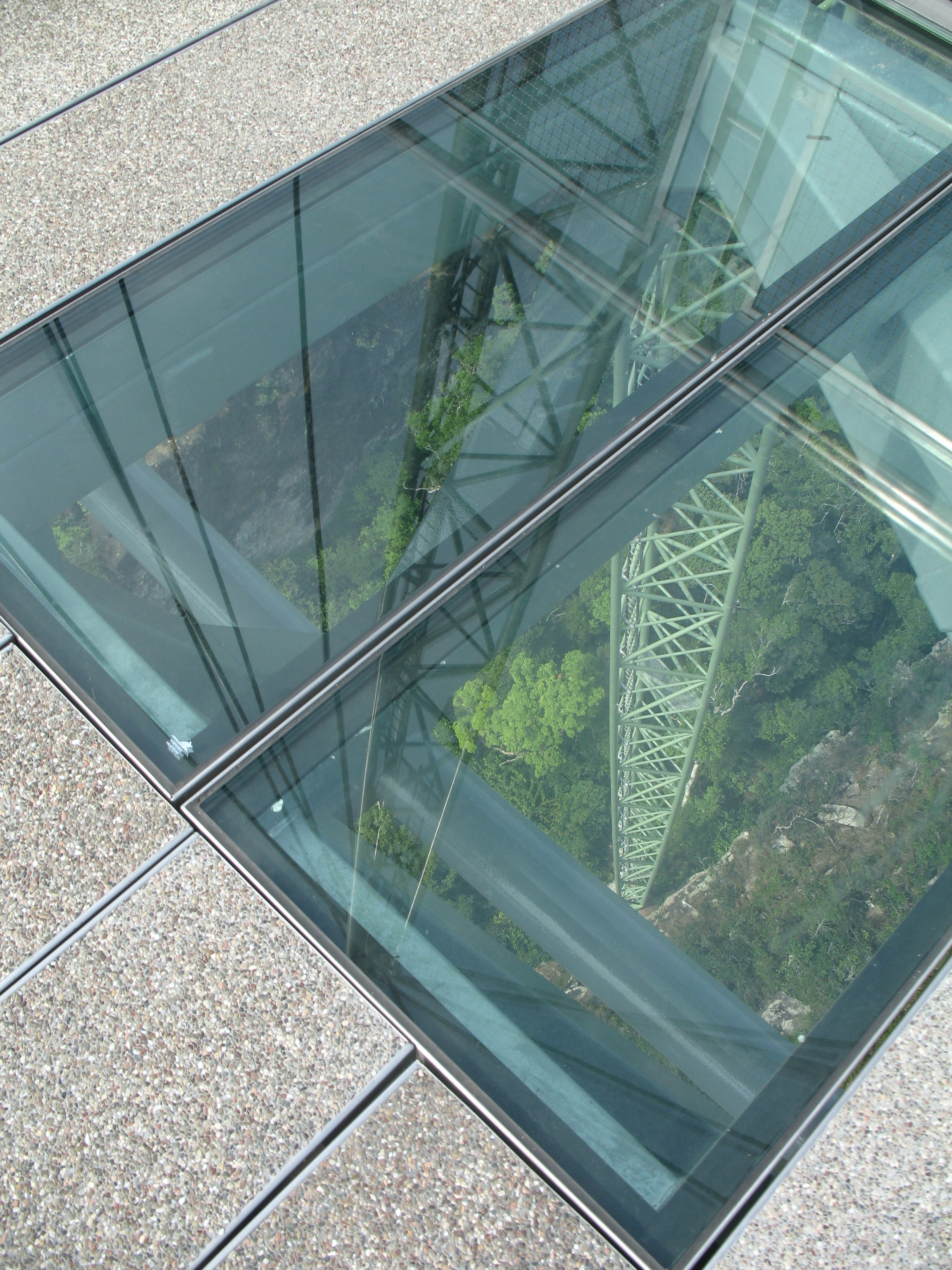
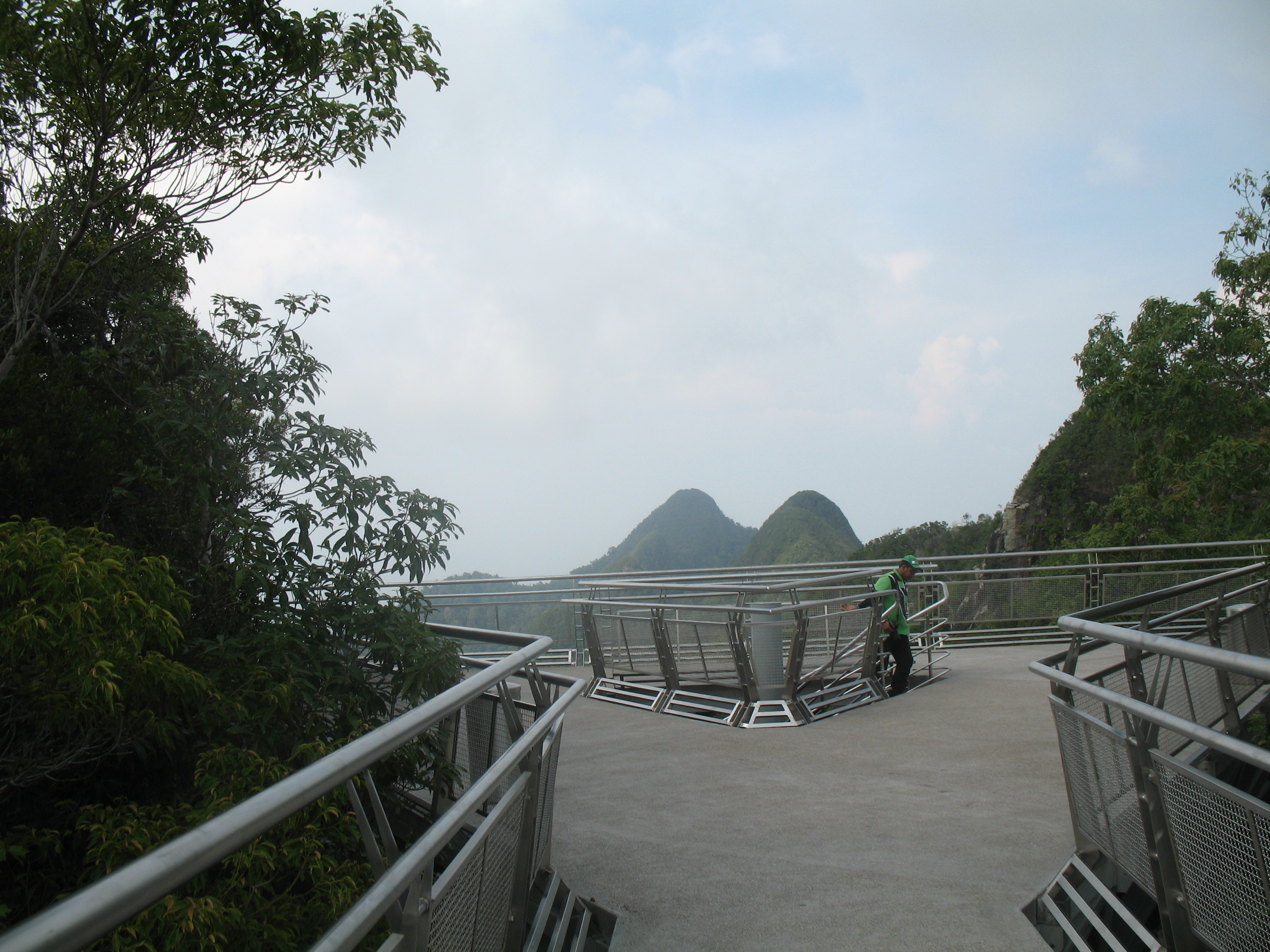
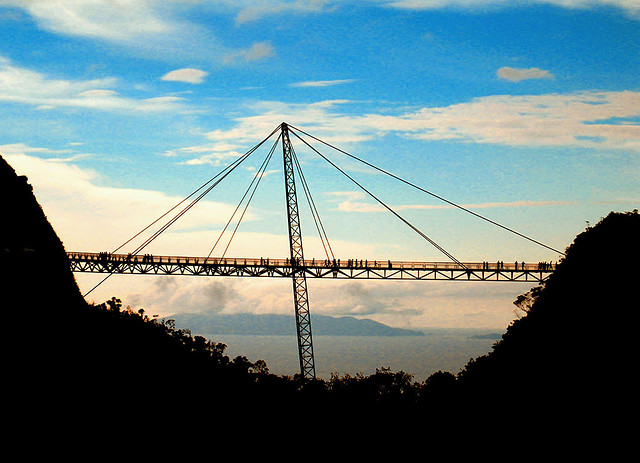